# Иеремия (Матвиевич)
Архиепископ Иеремия (в миру Яков Винальевич Матвиевич, 27 ноября 1883, деревня Свирбы, Витебская область — 17 июня 1969, Новозыбков, Брянская область) — епископ Русской Древлеправославной Церкви, с 1963 года — её предстоятель с титулом «Архиепископ Новозыбковский, Московский и всея Руси древлеправославных христиан».

## Биография
Родился в 1883 года в старообрядческой крестьянской семье, получил только домашнее образование. До коллективизации работал в индивидуальном хозяйстве, затем в колхозе в родной деревне Свирбы, там же пережил период оккупации 1941—1943 годов.
В сентябре 1956 года решением Куйбышевской архиепископии Русской Древлеправославной церкви рукоположён во священника. После этого несколько лет по-прежнему жил в деревне Свирды и к службе в чине священника приступил только в январе 1958 года в Спасо-Преображенском храме города Новозыбков Брянской области.
Решением Архиерейского Собора избран епископом. В начале 1957 года священник Иаков Матвиевич принял монашеский постриг с наречением имени Иеремия.
В марте того же года принял в Куйбышеве сан епископа Новозыбковского. Хиротонию совершили архиепископ Куйбышевский Епифаний (Абрамов) и епископ Белебеевский и Белоцерковский Евсевий (Самарцев). После хиротонии по-прежнему исполнял должность священника в той же церкви.
10-14 апреля 1960 года вместе с епископом Евсевием (Самарцевым), протоиереем Иоанном Исаевым, священниками Леонтием Дорофеевым, Полиевктом Ефимовым и другими священнослужители в мироварне куйбышевского Покровского храма участвовал во втором после восстановления епископства Мироварении.
24 марта 1963 года епископ Иеремия (Матвиевич) был избран Первосвятителем Русской Древлеправославной Церкви. Перенеся архиепископскую резиденцию из Куйбышева в Новозыбков, он усвоил себе титул «Архиепископа Новозыбковского, Московского и всея Руси».
Скончался 17 июня 1969 года, похоронен на старообрядческом кладбище в Новозыбкове.